# Thelypteris brittonae
Thelypteris brittonae är en kärrbräkenväxtart som först beskrevs av Annie Trumbull Slosson och William Ralph Maxon, och fick sitt nu gällande namn av Henri Alain Liogier. Thelypteris brittonae ingår i släktet Thelypteris och familjen Thelypteridaceae. Inga underarter finns listade.